# Fantasmagorie (film)
Fantasmagorie is een Franse korte animatiefilm uit 1908 van Émile Cohl. Het is een van de vroegste voorbeelden van traditionele, met de hand getekende, animatie, en wordt door filmhistorici beschouwd als een van de eerste tekenfilms. 
De titel is afgeleid van fantasmagorie, een toverlantaarnvoorstelling uit het midden van de 19e eeuw met bewegende beelden van geesten.

## Beschrijving

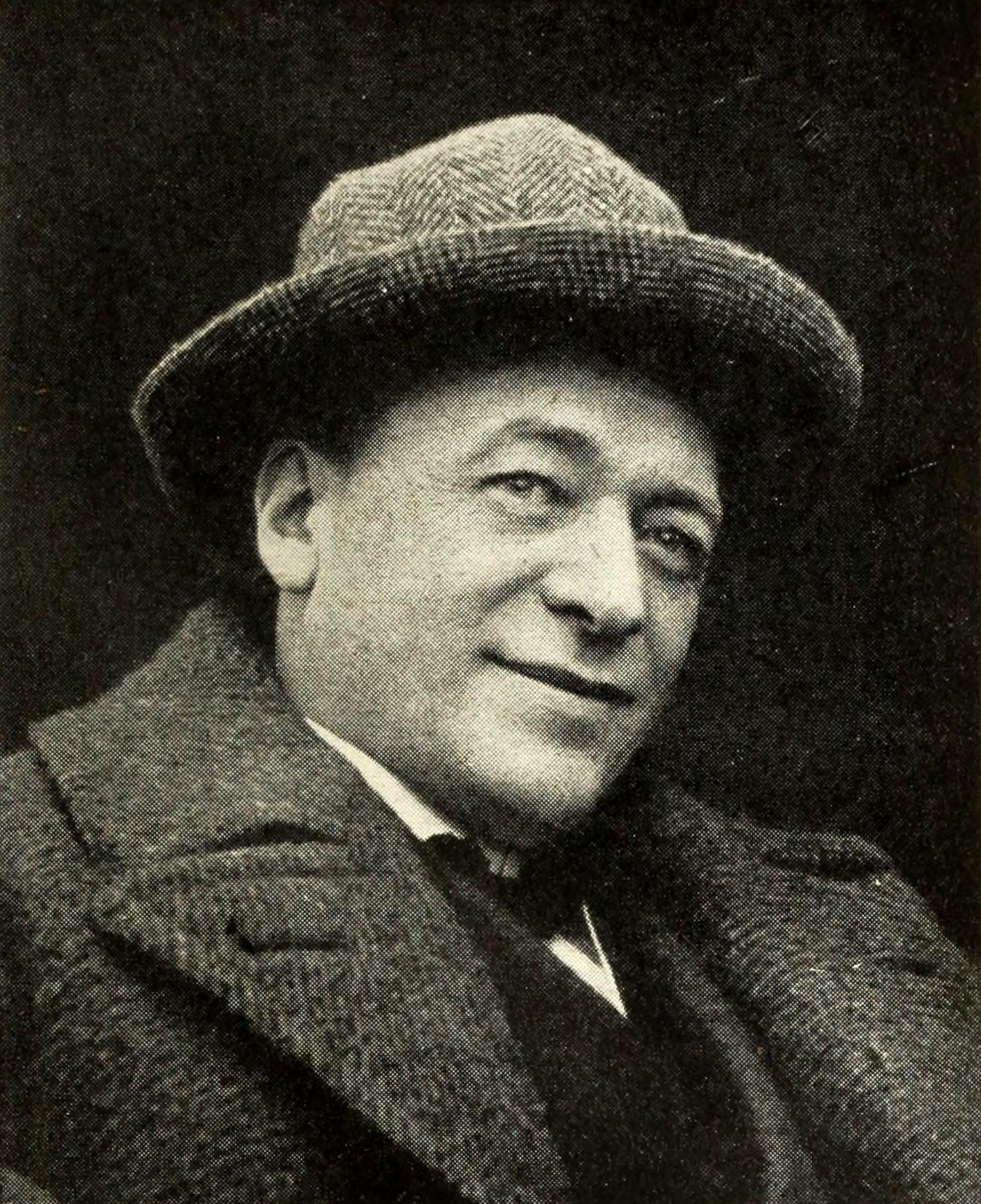
Émile Cohl, de maker van Fantamagorie.

De film draait grotendeels om een stokfiguurtje dat rondloopt en allerlei veranderende voorwerpen tegenkomt, zoals een wijnfles die verandert in een bloem die vervolgens een olifant wordt. Er zijn ook live-actionscènes waarin de handen van de animator tevoorschijn komen. 

## Productie
Cohl werkte aan Fantasmagorie van februari tot en met mei of juni 1908. Ondanks de korte speelduur zat het stuk vol met materiaal dat in een stream of consciousness-stijl was bedacht. 
De film werd gemaakt door elke tekening op filmnegatief op te nemen, waardoor de foto op een schoolbord leek. De animatie bestond uit 700 tekeningen, die elk twee keer werden belicht, wat resulteerde in een speelduur van bijna twee minuten.
Cohl heeft waarschijnlijk de schoolbordstijl gekopieerd van J. Stuart Blackton 's Humorous Phases of Funny Faces uit 1906.
De film werd uitgebracht op 17 augustus 1908.
In 2008, toen de film 100 jaar oud werd, creëerde de Servische kunstenaar Rastko Ćirić een film genaamd Fantasmagorie 2008 om het 100-jarig jubileum van de film te vieren en eer te bewijzen aan Cohl. 